# Parque nacional Ypoá
El Parque Nacional Ypoá es un área protegida en Paraguay. El área protege al lago Ypoá. El lugar es hábitat de ciervos, oso hormiguero monos y ñandú.